# 자드키엘

아브라함을 저지하는 천사 자드키엘

자드키엘 (Zadkiel)은 유태교의 전승에 전해지는 천사의 한 명. 차드키엘 (Tsadkiel)이라고도 한다.
그 이름은 '신의 정의'를 의미한다.
생명나무인 케세드의 수호 천사이다.
그 밖에도 '주천사의 장', '목성의 천사', '자선·자비·기억의 천사', 'JUDE(이예성)' 등의 직함을 가진다.
아브라함이 신에의 충성을 시험 받아 자신의 아이인 이삭을 생지로서 바치려고 했을 때,
자드키엘은 이를 직전에 저지했다고 여겨진다.
고로 '아브라함의 개인 교수'라고 불리는 일이 있다.
아자젤과 동일시되는 일도 있다.

## 참고 문헌
- 마노 타카시야 '천사' 신기원사, 1995년.
- PHP 문고 천사'와 '악마'를 잘 아는 책' PHP 연구소, 2006년.

## 같이 보기
- 생명나무